# طباعة نقطية

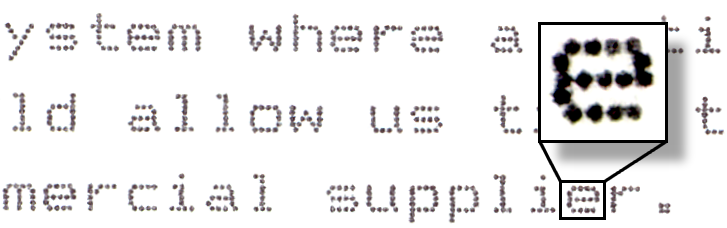
ناتج نموذجي لطباعة نقطية

الفكرة الميكانيكية في تحريك الإبر هو عن طريق مغناطيس كهربائي يقوم بجذب الإبر باتجاه الشريط الحبرى وتعود الإبر إلى مكانها بواسطة زنبرك (ياى- سوستة) Spring بعد زوال التأثير المغناطيسى. طابعات مصفوفة النقاط (بالإنجليزية: Dot matrix printers)‏ هي طابعات خطية Linear لأنها تطبع سطرا سطرا ولهذا ميزة جيدة حيث يمكن استخدامها في طباعة فواتير وشيكات وغيره. والطابعات التي تحتوي على 24-pin تعطى نتائج أفضل من ناحية الوضوح Resolution من الطابعات التي تحتوي على 9-pin ,وتعتمد كفاءة هذه الآلة على نوع وكثافة الإبر   ..كما تقاس جودة الطباعة ب( DPI(Dot Per Inch وتستخدم هذه الطابعات في البنوك والشركات والمؤسسات عندما تكون المادة المطبوعة لاتحتوي على الصور والرسومات مثل طباعة الفواتير للزبائن أو عند الطباعة على أوراق مكربنة للحصول على عدة نسخ. على المستوى الشخصي لم يعد لهذا النوع من الطابعات استخدام كبيراً الآن حيث أدى ظهور طابعات الحبر النفاث Inkjet والليزر نظراً لما تتمتعا به من كفاءة كبيرة في الطباعة بالألوان ودقتهما في طباعة الصور والرسومات وانخفاض سعرهما إلى تراجع استخدام تلك الطابعات بدرجة كبيرة.

## نظرة عامة
الطباعة النقطية بالطرق هي نوع من أنواع الطباعة الحاسوبية التي تستخدم رأس طباعة يتحرك ذهابًا وإيابًا، أو في حركة صعود ونزول، على الصفحة وتطبع بالطرق، إذ تطرق شريطًا من القماش منقوعًا بالحبر على الورقة، وتشبه آلية الطباعة في الآلة الكاتبة. ولكن، بخلاف الآلة الكاتبة أو طابعة عجلة ديزي، تُرسم الحروف من مصفوفة نقطية، وبالتالي يمكن إنتاج خطوط متنوعة ورسومات عشوائية.
على الرغم من أن جميع الطابعات النافثة للحبر والحرارية والليزرية تقريبًا تطبع أيضًا نقاطًا متقاربة بدلًا من الخطوط أو الأحرف المستمرة، فإنه من غير المعتاد تسميتها طابعات نقطية.

## التصميم
تُشكل كل نقطة بواسطة قضيب معدني صغير، ويسمى أيضًا «السلك» أو «الدبوس»، والذي يُدفع إلى الأمام بقوة مغناطيس كهربي صغير أو ملف كهربائي، إما مباشرة أو من خلال أذرع صغيرة (ماسكات). يقابل الشريط والورقة صفيحة توجيه صغيرة تسمى حامل أو واقي قناع الشريط، وتسمى أحيانًا الفراشة لشكلها النمطي. تُثقب صفيحة التوجيه بالثقوب لتكون بمثابة أدلة للدبابيس. قد تكون اللوحة مصنوعة من البلاستيك الصلب أو من جوهرة اصطناعية مثل الياقوت الأزرق أو الياقوت.
يُسمى جزء الطابعة الذي يحتوي على الدبوس رأس الطباعة. عند تشغيل الطابعة، تقوم عادةً بطباعة سطر واحد من النص في كل مرة. هناك طريقتان لتحقيق ذلك:
- تستخدم الطابعات النقطية التسلسلية رأس طباعة يتحرك أفقياً.[6] يمكن تصور رأس الطباعة بأنه يتكون من عمود عمودي واحد يحوي سبعة دبابيس أو أكثر وارتفاعه تقريبًا كارتفاع صندوق الأحرف. في الواقع، تُرتب المسامير في ما يصل إلى أربعة أعمدة متموضعة عموديًا أو أفقيًا ومزاحة قليلًا من أجل زيادة كثافة النقطة وسرعة الطباعة من خلال الإقحام البيني دون التسبب في علق الدبابيس. وبالتالي، يمكن استخدام ما يصل إلى 48 دبوسًا[7] لتشكيل أحرف الخط بينما يتحرك رأس الطباعة أفقياً.
- في ترتيب مختلف تمامًا، تستخدم الطابعات المصفوفية النقطية الخطية رأس طباعة ثابت، تقريبًا بعرض مسار الورقة الذي يستخدم خطًا أفقيًا يحتوي على آلاف الدبابيس للطباعة. في بعض الأحيان، يُستخدم صفين أفقين مزاحين قليلًا لتحسين كثافة النقطة الفعالة من خلال الإقحام البيني. على الرغم من أنها لا تزال خطية التوجه، فإن هذه الطابعات موجهة للسوق الاحترافية التي تتطلب أداء عال وتطبع هذه الطابعات سطرًا كاملًا بفعالية في الوقت الذي تتحرك فيه الورقة للأمام أسفل رأس الطباعة.

تتراوح سرعة الطباعة للطابعات النقطية التسلسلية ذات الرؤوس المتحركة من 30 إلى 1550 رمز في الدقيقة (سي بّي إم). وفي المقابل، فإن الطابعات المصفوفية الخطية قادرة على طباعة أكثر من 1000 سي بّي إم، ما ينتج عنه إنتاجية تصل إلى 800 صفحة / ساعة.
نظرًا لأن الطباعة تتضمن ضغطًا ميكانيكيًا، يمكن لكل من هذين النوعين من الطابعات إنشاء نسخ كربونية ونسخ خالية من الكربون.
يمكن لهذه الآلات أن تكون متينة للغاية. عندما تتلف، فإن ذلك يرجع عمومًا إلى تسرب الحبر إلى اللوحة التوجيهية لرأس الطباعة، الذي يؤدي إلى التصاق حبيبات رملية بها، هذه الحبيبات الرملية تسبب ببطء تآكل القنوات الموجودة في لوحة التوجيه لتتحول من دوائر إلى أشكال بيضاوية أو فتحات، الذي يؤدي إلى توفير توجيه متناقص الدقة مع الزمن لأسلاك الطباعة. في النهاية، حتى مع وجود كتل التنجستن وماسكات التيتانيوم، تصبح الطباعة غير واضحة لدرجة كبيرة ولا يمكن قراءتها، وهي مشكلة شائعة عندما يفشل المستخدمون في صيانة الطابعة وتنظيفها المنتظم مثلما هو موضح في معظم أدلة المستخدم.